# Saint-Julien-sur-Veyle
Saint-Julien-sur-Veyle è un comune francese di 711 abitanti situato nel dipartimento dell'Ain della regione dell'Alvernia-Rodano-Alpi.

## Società

### Evoluzione demografica
Abitanti censiti